# True Crime (1996)
True Crime (Brasil: Atraída pelo Crime ) é um filme policial de suspense psicológico produzido nos Estados Unidos em 1996, dirigido e escrito por Pat Verducci, e com atuações de Alicia Silverstone e Kevin Dillon.

## Sinopse
Mary Giordano (Alicia Silverstone) é uma linda e inteligente estudante do último ano da escola católica em Burlingame, Califórnia. Ela é viciada em romances de mistério (gráficos e outros), filme noir e revistas de detetive (daí o título do filme). Tudo isso a inspirou a se tornar uma policial, como seu pai, que foi morto no cumprimento do dever anos antes. A ambição de Mary nesse sentido diverte seus irmãos John e Vicky, assim como sua mãe viúva, Celia.
Mary fica sabendo de um caso envolvendo o assassino em série de várias adolescentes, incluindo um punhado de suas colegas de classe. Ela inicia sua própria investigação, que a coloca em apuros com o parceiro de seu falecido pai, o detetive Jerry Guinn (Bill Nunn). Guinn quer Mary o mais longe possível do caso...aparentemente porque ela simplesmente não tem o que é preciso para ser uma policial, mas também por preocupação com seu bem-estar. Destemida, Mary pede a ajuda do cadete da polícia Tony Campbell (Kevin Dillon) para farejar o assassino; gradualmente, os dois se apaixonam.
No final das contas, o nome "Tony Campbell" é revelado como um pseudônimo; seu nome verdadeiro é Daniel Henry Moffat, e ele prova ser o assassino que Mary e Guinn estão procurando. Moffat engana e mata Guinn, apenas para ser enganado e se matar por Mary. Poucas semanas depois de se formar na 12ª série, ela é vista em um uniforme de policial - tendo conseguido sua aspiração de seguir os passos de seu pai e entrar para o departamento de polícia.

## Elenco
- Alicia Silverstone como Mary Giordano
- Kevin Dillon como cadete Tony Campbell/Daniel Henry Moffat
- Bill Nunn como detetive Jerry Guinn
- Michael Bowen como Earl Parkins
- Marla Sokoloff como Vicki Giordano
- Ann Devaney como Sherry Tarnley
- Joshua Shaefer como John Giordano
- Jennifer Savidge como Celia Giordano
- Tara Subkoff como Liz McConnell
- David Packer como sargenti Collins
- Alissa Dowdy como Kathleen Donlevy
- Aimee Brooks como Margie Donlevy

## Produção
O filme foi gravado na John Marshall High School, em Los Angeles, Califórnia.
Outros títulos do filme são Dangerous Kiss e True Detective. Foi lançado diretamente em vídeo, em vez de nos cinemas.